# Žejno
Žejno je naselje u Općini Brežice u istočnoj Sloveniji. Žejno se nalazi u pokrajini Dolenjskoj i statističkoj regiji Donjoposavskoj. 

## Stanovništvo
Prema popisu stanovništva iz 2002. godine Žejno je imalo 83 stanovnika.

### Etnički sastav
- - 1991.godina
- Slovenci: 80 (97,6%)
- Hrvati: 1 (1,2%)
- Nijemci: 1 (1,2%)